# Jaime Yzaga
Jaime Yzaga Tori (ur. 23 października 1967 w Limie) – peruwiański tenisista, reprezentant w Pucharze Davisa, olimpijczyk z Barcelony (1992).

## Kariera tenisowa
W 1985 roku wygrał dwa turnieje wielkoszlemowe w konkurencji juniorów. Podczas Rolanda Garrosa był najlepszy w singlu, a na Wimbledonie w deblu, wspólnie z Agustínem Moreno.
Jako zawodowy tenisista Yzaga występował w latach 1985−1997.
W grze pojedynczej zwyciężył w 8 turniejach rangi ATP World Tour oraz awansował do 3 finałów.
W grze podwójnej był 3–krotnym finalistą imprez ATP World Tour.
W latach 1984–1997 reprezentował Peru w Pucharze Davisa, rozgrywając łącznie 68 meczów, z których 41 wygrał.
W 1992 roku zagrał na igrzyskach olimpijskich w Barcelonie w konkurencji singla, dochodząc do 2 rundy, w której został pokonany przez Pete'a Samprasa.
W rankingu gry pojedynczej Yzaga najwyżej był na 18. miejscu (30 października 1989), a w klasyfikacji gry podwójnej na 54. pozycji (20 listopada 1989).

### Finały w turniejach ATP World Tour
| Legenda                                      |
| -------------------------------------------- |
| Wielki Szlem                                 |
| Igrzyska olimpijskie                         |
| Tennis Masters Cup / ATP Finals              |
| ATP Masters Series / ATP Tour Masters 1000   |
| ATP International Series Gold / ATP Tour 500 |
| ATP International Series / ATP Tour 250      |

#### Gra pojedyncza (8–3)
| Końcowy wynik | Nr | Data                 | Turniej      | Nawierzchnia  | Przeciwnik         | Wynik finału             |
| ------------- | -- | -------------------- | ------------ | ------------- | ------------------ | ------------------------ |
| Zwycięzca     | 1. | 26 lipca 1987        | Schenectady  | Twarda        | Jim Pugh           | 0:6, 7:6, 6:1            |
| Zwycięzca     | 2. | 15 listopada 1987    | São Paulo    | Twarda        | Luiz Mattar        | 6:2, 4:6, 6:2            |
| Zwycięzca     | 3. | 27 listopada 1988    | Itaparica    | Twarda        | Javier Frana       | 7:6, 6:2                 |
| Finalista     | 1. | 7 maja 1989          | Forest Hills | Ceglana       | Ivan Lendl         | 2:6, 1:6                 |
| Finalista     | 2. | 28 października 1990 | São Paulo    | Dywanowa      | Robbie Weiss       | 6:3, 6:7, 3:6            |
| Zwycięzca     | 4. | 12 maja 1991         | Charlotte    | Ceglana       | Jimmy Arias        | 6:3, 7:5                 |
| Zwycięzca     | 5. | 12 stycznia 1992     | Auckland     | Twarda        | MaliVai Washington | 7:6(6), 6:4              |
| Zwycięzca     | 6. | 19 kwietnia 1992     | Tampa        | Ceglana       | MaliVai Washington | 3:6, 6:4, 6:1            |
| Finalista     | 3. | 18 kwietnia 1993     | Charlotte    | Ceglana       | Horacio de la Peña | 6:3, 3:6, 4:6            |
| Zwycięzca     | 7. | 9 maja 1993          | Tampa        | Ceglana       | Richard Fromberg   | 6:4, 6:2                 |
| Zwycięzca     | 8. | 10 października 1993 | Sydney       | Twarda (hala) | Petr Korda         | 6:4, 4:6, 7:6(4), 7:6(7) |

#### Gra podwójna (0–3)
| Końcowy wynik | Nr | Data                | Turniej    | Nawierzchnia | Partner        | Przeciwnicy                       | Wynik finału  |
| ------------- | -- | ------------------- | ---------- | ------------ | -------------- | --------------------------------- | ------------- |
| Finalista     | 1. | 10 lipca 1988       | Boston     | Ceglana      | Bruno Orešar   | Jorge Lozano Todd Witsken         | 2:6, 5:7      |
| Finalista     | 2. | 14 maja 1989        | Charleston | Ceglana      | Agustín Moreno | Mikael Pernfors Tobias Svantesson | 4:6, 6:4, 5:7 |
| Finalista     | 3. | 1 października 1989 | Bordeaux   | Ceglana      | Agustín Moreno | Tomás Carbonell Carlos di Laura   | 4:6, 3:6      |